# Nasser Sandjak
Nasser Sandjak, né le 28 septembre 1960 à Paris, est un entraîneur de football algérien. Il a notamment entraîné le club de l'Olympique Noisy-le-Sec Banlieue 93, la JS Kabylie et  sélectionneur de l'équipe d'Algérie.
Il a été 1/4 de finaliste de la Coupe d'Afrique des nations 2000 avec l'équipe d'Algérie.

## Biographie
Nasser Sandjak a joué au Romainville Football Club en tant que milieu de terrain offensif.
Il est actuellement formateur, notamment au sein de la Ligue de Football de Paris et intervient sur le BEF. Il partage aux jeunes entraîneurs son expérience du haut niveau. 

## Carrière d'entraîneur
- 1994-déc. 1999 :  Olympique Noisy-le-Sec
- jan.2000-avr. 2000 :  Algérie
- 2000-2003 :  Olympique Noisy-le-Sec
- 2003-nov. 2003 :  JS Kabylie
- nov. 2003-déc. 2008 :  Olympique Noisy-le-Sec
- nov. 2012-avr. 2013 :  JS Kabylie
- 2013-oct. 2015 :  Olympique Noisy-le-Sec
- 2016-nov. 2016 :  MO Béjaia

## Palmarès
- Vainqueur de la Coupe de la CAF en 2001 avec la JS Kabylie (adjoint).
- Finaliste de la Coupe de la confédération en 2016 avec le MO Béjaïa.